# Festival international du film de Saint-Sébastien 2011
Le festival international du film de Saint-Sébastien 2011, 59e édition du festival (59 Festival de San Sebastián ou 59 Donostiako Zinemaldia), s'est tenu du 16 au 24 septembre 2011.

## Jury

### Jurés de la sélection officielle
- Frances McDormand, actrice (présidente du jury)
- Guillermo Arriaga, écrivain, scénariste et exploitant de cinéma
- Álex de la Iglesia, réalisateur
- Bent Hamer, directeur de cinéma
- Bai Ling, actrice
- Sophie Maintigneux, directrice de la photographie
- Sophie Okonedo, actrice

## Films

### Sélection officielle
(en compétition)
- 11 Fleurs de Wang Xiaoshuai, Chine
- Unfair World (Άδικος Κόσμος (Adikos Kosmos)) de Fílippos Tsítos, Grèce, Allemagne
- Amen de Kim Ki-duk, Corée du sud
- Americano de Mathieu Demy, France
- The Deep Blue Sea de Terence Davies, Grande Bretagne
- Happy End de Björn Runge, Suède
- I Wish, nos vœux secrets (奇跡, Kiseki?, litt. « miracle ») de Hirokazu Kore-eda, Japon
- Los Marziano (es) de Ana Katz, Argentine
- No habrá paz para los malvados de Enrique Urbizu, Espagne
- Los pasos dobles d'Isaki Lacuesta, Espagne, Suisse
- Rampart de Oren Moverman, États-Unis
- Las razones del corazón de Arturo Ripstein, Mexique, Espagne
- Sangue do meu sangue (Sangre de mi sangre) de João Canijo, Portugal
- Le Skylab de Julie Delpy, France
- Take This Waltz de Sarah Polley, Canada
- La voz dormida de Benito Zambrano, Espagne

## Palmarès

### "Culinary Zinema" - Cinéma et gastronomie
- Perfect Sense pour David Mackenzie[1].

### Prix officiels
- Coquille d'or : Los pasos dobles de Isaki Lacuesta.
- Prix spécial du jury : Le Skylab de Julie Delpy.
- Coquille d'Argent du meilleur réalisateur : Filippos Tsitos pour Unfair World (Monde injuste).
- Coquille d'Argent de la meilleure actrice : María León pour La voz dormida.
- Coquille d'Argent du meilleur acteur : Antonis Kafetzopoulos pour Adikos kosmos / Unfair World (Monde injuste).
- Prix du jury de la meilleure photographie : Ulf Brantås pour Happy End.
- Prix du jury du meilleur scénario : Hirokazu Kore-eda pour Kiseki / I Wish.

### Prix non officiels
- Prix Kutxa Nouveaux réalisateur :
  - Jan Zabeil (Allemagne) pour The river used to be a man / Der fluss war einst ein mensch.
  - Mention spéciale : Hadar Friedlich (Israël-France) pour Emek Tiferet / A beautiful valley.
  - Mention spéciale : Sebastian Meise (Autriche) pour Stillleben / Still life.
- Prix horizon:
  - Las acacias de Pablo Giorgelli, (Argentine-Espagne).
  - Mention spéciale : Historias que só existem quando lembradas de Julia Murat, (Brésil-Argentine-France),
  - Mention spéciale : Miss Bala de Gerardo Naranjo, (Mexique).
- Prix du public :
  - The Artist de Michel Hazanavicius, (France)
  - Prix du film européen : Et maintenant, on va où ? de Nadine Labaki, (Francia-Líbano-Italia-Egipto).
- Prix TVE - Un autre regard :
  - Une séparation de Asghar Farhadi, (Iran).
  - Mention spéciale du jury : Sangue do meu sangue de João Canijo, (Portugal).
- Prix Euskaltel de la jeunesse :
  - Wild Bill de Dexter Fletcher, (Royaume-Uni)

### Prix Donostia
- Glenn Close.